# Álgebra de Banach
Em análise funcional, uma álgebra de Banach A é um espaço de Banach e uma álgebra associativa sobre um corpo (normalmente {\displaystyle \mathbb {R} } ou {\displaystyle \mathbb {C} }), em que o produto {\displaystyle *} é associativo e a norma satisfaz:
- {\displaystyle ||u*v||\leq ||u||||v||}, para todo par {\displaystyle u,v\in A}

Essa propriedade garante que a operação multiplicação é contínua.
- Se existe uma identidade multiplicativa  {\displaystyle I}, chamamos {\displaystyle I} de unidade
- Uma álgebra de Banach é dita unital se se tiver identidade multiplicativa {\displaystyle I} de modo que {\displaystyle ||I||=1}. Podemos provar se a álgebra de Banach possui unidade, há uma norma equivalente onde ela será unital
- Dizemos que a álgebra é comutativa se a operação {\displaystyle *} for comutativa
- Se {\displaystyle B\subset A} e {\displaystyle B} é álgebra com a mesma multiplicação de {\displaystyle A}, então dizemos que {\displaystyle B} é subálgebra de {\displaystyle A}
- Toda álgebra de Banach é isométrica a uma subálgebra de uma álgebra unital de Banach. Isto garante que toda álgebra de Banach pode ser vista como subálgebra de uma que seja Banach e unital

Por causa do ultimo item acima é comum presumir que sempre tratamos de uma álgebra de Banach unital. Dizemos que um elemento {\displaystyle x\in A} é inversível se existe {\displaystyle y\in A} de modo que {\displaystyle x*y=y*x=I}. Uma {\displaystyle C}*-álgebra é uma álgebra de Banach munida de uma involução satisfazendo propriedades da adjunta.

## Alguns fatos
- Toda {\displaystyle C^{\star }}-álgebra é uma álgebra de Banach, por definição.
- Em uma álgebra de Banach, o espectro de um elemento é um subconjunto fechado de {\displaystyle \mathbb {C} }.
- A soma direta de álgebras de Banach ainda é uma álgebra de Banach.
- Toda álgebra de Banach sobre os reais que é também uma álgebra com divisão é isomorfa ou aos reais ou aos complexos ou aos quatérnios. Isso implica que a única álgebra de Banach sobre os complexos que é também álgebra com divisão é os próprio {\displaystyle \mathbb {C} } (Teorema de Gelfand–Mazur) [1]
- Numa álgebra de Banach unital, o conjunto dos elementos invertíveis forma um conjunto aberto (na topologia do espaço topológico induzido pela norma)
- Numa álgebra de Banach unital sobre os reais ou sobre os complexos, se {\displaystyle x} é elemento da álgebra de modo que {\displaystyle ||x-I||<1}, então {\displaystyle x} é inversível[1]

## Alguns exemplos
- O conjunto dos reais (ou dos complexos) forma uma álgebra de Banach com a norma dada pelo módulo
- O espaço de n-uplas reais {\displaystyle \mathbb {R} ^{n}} (ou complexas {\displaystyle \mathbb {C} ^{n}})  é uma ágebra de Banach com a norma {\displaystyle ||(x_{1},...,x_{n})||=max\{|x_{i}|:i=1,2,3,...,n\}} e o produto termo a termo
- Os quatérnios são uma álgebra de Banach sobre os reais, com a norma sendo o valor absoluto
- Os quatérnios não formam uma álgebra de Banach sobre os complexos

## Teoria espectral
Álgebras unitais sobre os complexos dão um contexto base para a teoria espectral. Dado {\displaystyle x\in A} elemento da álgebra de Banach unital sobre os complexos, definimos o espectro de {\displaystyle x} como {\displaystyle \sigma (x)=\{\lambda \in \mathbb {C} :x-\lambda I~~{\text{não é invertivel}}\}} . O espectro de um elemento, nestas condições, é compacto e não vazio sempre e satisfaz a formula do raio espectral:
{\displaystyle \sup\{|\lambda |:\lambda \in \sigma (x)\}=\lim \limits _{n\to \infty }||x^{n}||^{1/n}}